# مارماتو (کالداس)
مارماتو (انگلیسی: Marmato, Caldas) نام شهری در کشور کلمبیا است.